# Yariel & Omy
Yariel & Omy es un dueto de música cristiana urbana, integrado por el puertorriqueño Alexander Vidal (Yariel) y el dominicano Omar Alcántara (Omy), que desde 2011 lanzaron tres álbumes hasta su disolución como dúo en 2014, colaborando con Manny Montes, Alex Zurdo, Goyo, Dr. P, entre otros en sus álbumes.
Participaron en proyectos colaborativos como United Kingdom 2: A La Reconquista, Los de La Formula Duos, entre otros, y lograron ser nominados a Mejor álbum juvenil en Premios AMCL 2015 por su álbum Más que palabras.

## Carrera musical
Alexander Vidal, nacido en Puerto Rico y conocido artísticamente como Yariel, decidió mudarse con su familia a Spring Hill, Florida, al mismo frente de la vivienda de Omar Alcántara, nacido en República Dominicana, Omy. En ese tiempo, se conocen y comparten, dándose cuenta de su pasión mutua por la música. Por eso, desde entonces, ambos comenzaron a trabajar como dueto en la música cristiana urbana.
Nuestro Llamado sería el primer proyecto discográfico de ambos, llegaría en 2011 y contaría con la participación de Alex Zurdo, Dr. P, Goyo, Pichie T7, entre otros, y la producción musical de Jetson El Súper, Efkto, Chuelo, Freddy Revelation, Deka y DJ Alex. La remezcla de la canción homónima al álbum funcionó como sencillo. En años posteriores, siguieron lanzando sencillos como «Juventud», «Mil canciones», que funcionarían para anunciar su siguiente álbum.
En el año 2013, Más que Palabras llegó, con 14 temas musicales y participaciones especiales de Manny Montes en el tema «No se trata de eso» y Josué Escogido en el tema «Oro». Además de ritmos urbanos, contiene balada, hip-hop y estilos tropicales como en el tema musical «A Celebrar». Este álbum tuvo varios videos musicales de promoción como «Con fe», y «Deus e fiel». Este álbum fue nominado como el mejor álbum juvenil en Premios AMCL. Al cerrar ese año, llegó Lo que dice el alma, un álbum colaborativo con 10 canciones junto a Josué Escogido.
En su trayectoria participaron como invitados en Quiero Llegar de Rodolfo el Cantante, Es el tiempo de Josué Escogido, United Kingdom 2 de Manny Montes, Los De La Fórmula Dúo y Terapia al alma de El Rowden. En 2014, anunciaron su separación temporal como dúo. Omy lanzaría en 2016 su carrera solista como Omy Alka con «Cristo El Rey» y otros sencillos, mientras que Yariel lo haría en 2017 con «Prometiste amarme»  y aparecería en Summer Eighteen de Reach Records junto a GabrielRodríguezEMC y KB.
En el año 2018, para el álbum debut de Omy Alka, Volver a amar, Yariel apareció en el sencillo «Yo iré» junto a otros artistas, y al año siguiente, Yariel invitaría a Omy para la remezcla de «Vívelo».

## Discografía

### Álbumes de estudio
- 2011: Nuestro Llamado
- 2013: Más que Palabras
- 2013: Lo que dice el alma (con Josué Escogido)

## Vídeos musicales
- 2012: Yariel & Omy - «La Venida» ''Unplugged'' [24]
- 2012: Yariel & Omy - «No se trata de eso» con Manny Montes
- 2013: Yariel & Omy - «Con Fe» [25]
- 2013: Daniel & Onix, Samitto & Esabdiel, Yariel & Omy, Albert & Marc - «Sobrenatural» (Los de La Formula Duos)[26]
- 2014: Yariel & Omy - «Deus É Fiel»

## Premios y reconocimientos
- 2015: Álbum juvenil del año por Más que palabras - Premios AMCL[27]